# Афинеллис, Афинагорас
Афинагорас Афинеллис (греч.  Αθηναγόρας Αθηνέλλης 1901 – 1959) – греческий офицер, командир подразделений  Народно-освободительной армии Греции  (ЭЛАС). Упоминается в историографии как офицер ЭЛАС, подписавший в январе 1945 года Декабрьских боёв перемирие с англичанами. 

## Иония
Афинагорас (Танос) Афинеллис родился в 1901 году городе Кидониес (Айвалык) османской  Малой Азии, сохранявшим в тот период своё коренное греческое население. 
В 1919 году, после поражения Османской империи в Первой мировой войне, по мандату Антанты, Греция заняла западное побережье Малой Азии. В дальнейшем Севрский мирный договор 1920 года закрепил контроль региона за Грецией, с перспективой решения его судьбы через 5 лет, на референдуме населения:16. 
Завязавшиеся здесь бои с кемалистами приобрели характер войны, которую греческая армия была вынуждена вести уже в одиночку. Из союзников, Италия, с самого начала поддерживала кемалистов, Франция, решая свои задачи, стала также оказывать им поддержку. Греческая армия прочно удерживала свои позиции. 
Афинеллис вступил в греческую армию, воевал в её рядах в качестве офицера резерва на всём протяжении Малоазийского похода, был тяжело ранен в лёгкое и остался инвалидом. 
Геополитическая ситуация изменилась коренным образом и стала роковой для греческого населения Малой Азии после парламентских выборов в Греции, в ноябре 1920 года. Под лозунгом «мы вернём наших парней домой» и получив поддержку, значительного в тот период, мусульманского населения, на выборах победила монархистская «Народная партия». Возвращение в Грецию германофила Константина освободило союзников от обязательств по отношению к Греции. Уинстон Черчилль, в своей работе «Aftermath» (стр. 387—388) писал: «Возвращение Константина расторгло все союзные связи с Грецией и аннулировало все обязательства, кроме юридических. С Венизелосом мы приняли много обязательств. Но с Константином, никаких. Действительно, когда прошло первое удивление, чувство облегчения стало явным в руководящих кругах. Не было более надобности следовать антитурецкой политике»:30. 
Правление монархистов завершилось поражением армии и резнёй и изгнанием коренного населения Ионии. Современный английский историк Дуглас  Дакин винит в исходе войны правительство монархистов, но не греческую армию, и считает, что даже в создавшихся неблагоприятных условиях, «как и при Ватерлоо, исход мог повернуться как в эту, так и в другую сторону» :357. 
Последовало антимонархистское восстание армии сентября 1922 года

## Греция
В числе других молодых офицеров Афинеллис примкнул к революции, требуя низложения монархии и провозглашения Республики:390.
По состоянию здоровья он был демобилизован и отправлен в резерв. 
С началом Греко-итальянской войны (1940-1941) был отозван в действующую армию в звании майора. 
Греческая армия отразила нападение Италии и перенёсла военные действия на территорию Албании. На помощь своим незадачливым союзникам в апреле 1941 года пришла Гитлеровская Германия. 
Будучи командиром 6-го пехотного полка Афинеллис принял участие в обороне Крита.

## Сопротивление и Декабрь 1944 года
С началом тройной, германо-итало-болгарской, оккупации Греции, Афинеллис связался с руководимой компартией Греции  Народно-освободительной армией Греции  (ЭЛАС). В 1942 году он возглавил III отдел Первого корпуса ЭЛАС (городские отряды греческой столицы).
Находясь на этом посту, в конце 1944 года принял участие в боях городских отрядов ЭЛАС Афин против англичан.
8 января 1945 ЭЛАС принял предложение о перемирии.
Англичане нуждались в передышке. Для продвижения на север они нуждались в новых силах. Их греческие союзники, включая бывших коллаборационистов, не могли оказать существенной помощи. События показали, что без британской поддержки были бы сметены за несколько дней.
11 января 1945 года, вместе с Т. Макридисом, Я. Зевгосом, Д. Парцалидисом как представитель ЭЛАС подписал перемирие с британским генерал-майором Р. Скоби, вступившее в силу 14-1-1945:788.
Хотя ЭЛАС контролировал практически всю страну и был готов «воевать 40 лет», руководство компартии в который раз, показывая свою «добрую волю», согласилось удалить силы ЭЛАС из города Фессалоники, части Пелопоннеса и Средней Греции:788.
Если с военной точки зрения обстановка и перспективы были предельно ясны, то в политическом аспекте в КПГ продолжались конфуз, пораженчество, иллюзии и даже предательство.
После отсрочек и неофициальных встреч, на которых англичане выступали как «большие победители», и после начала Ялтинской конференции 8 февраля 1945 года, на следующий день, 9 февраля, состоялась Варкизская конференция в афинском пригороде Варкиза.
Несмотря на то что командование ЭЛАС, офицеры и рядовые, сторонники ЭАМ и члены партии были против, руководство ЭАМ подписало 12 февраля Варкизское соглашение, отдав Грецию на произвол англичан, коллаборационистов и монархистов, без никаких гарантий для демократов и участников Сопротивления:792.
Руководство ЭАМ и КПГ полагало, что оно подписало Соглашение.
В действительности это была капитуляция. К тому же, с разоружением ЭЛАС, не было никаких гарантий в выполнении согласованных условий этого Соглашения:793.
Последующие годы и до начала Гражданской войны в Греции (1946—1949) были отмечены преследованием бывших партизан ЭЛАС и сторонников компартии и людей левых убеждений.
В 1947 году Афинеллис был сослан на остров Агиос Эвстратиос, где его здоровье пошатнулось ещё больше.
Афинагорас Афинеллис умер в 1959 году в Афинах.